# Isabellaria clandestina
Isabellaria clandestina is een slakkensoort uit de familie van de Clausiliidae. De wetenschappelijke naam van de soort is voor het eerst geldig gepubliceerd in 1857 door Rossmassler.